# Бабович, Стефан
Сте́фан Ба́бович (серб. Стефан Бабовић; 7 января 1987, Беране, СФРЮ) — сербский футболист, атакующий полузащитник.

## Биография

### Клубная карьера
Обучался футболу в юношеских секциях «Партизана» с 2002 по 2004 годы. В основном составе «гробарей» дебютировал в сезоне 2003/04 в возрасте 17 лет и 50 дней. Профессиональный контракт на 5 лет подписал 8 января 2005, на следующий день после своего 18-летия. В составе клуба Стефан выиграл чемпионат Сербии 2004/05, а после ухода Драгана Чирича получил 10-й номер, под которым выступал в сезоне 2005/06. В том сезоне провёл 23 матча и забил 3 гола. Из-за конфликта с тренером Миодрагом Йешичем покинул клуб в августе 2006 года, а затем подписал контракт с ОФК на 4 года, в составе которого сумел закрепиться. Благодаря своим выступлениям стал твёрдым игроком основы сербской молодёжной сборной.
13 декабря 2007 Бабович объявил о переходе в «Нант» и подписании контракта на три с половиной года, а сам трансфер состоялся в первый день 2008 года. Во второй половине сезона 2007/08 сыграл 15 игр, а клуб сам сумел пройти в Лигу 1. В следующем сезоне провёл тоже 15 матчей, но клуб вылетел обратно в Лигу 2. Проведя три матча в сезоне 2009/10, 1 сентября 2009 Бабович покинул клуб на время, отправившись на правах аренды в «Фейеноорд» до конца сезона, причём выкупить игрока голландцы права не имели.
1 ноября 2009 в матче против «Аякса» Бабович отметился с отрицательной стороны: за удар локтем Яна Вертонгена серб был удалён с поля. После отбывания дисквалификации на три игры Бабович вернулся в состав и помог одержать победу 3:1 над «Гронингеном», забив первый гол. В конце сезона было объявлено, что контракт продлеваться не будет, и Бабович вернулся во Францию, но в июне по обоюдному согласию расторг контракт и с «Нантом».
Спустя два месяца после тренировок Бабович 16 августа 2010 подписал контракт со своей первой командой на два года. Восемь голов Бабовича помогли «гробарям» выиграть четвёртый титул подряд, а сам Бабович вошёл в символическую сборную турнира. Также он помог выиграть и Кубок Сербии 2010/11.
В августе 2012 года Бабович подписал трёхлетнее соглашение с командой «Реал Сарагоса», дебютировав 16 сентября 2012 в матче против «Реал Сосьедад» (поражение 0:2). Сыграв всего 9 матчей, он покинул клуб летом после его вылета из Ла Лиги, перейдя как свободный агент в последний день трансферного окна в «Вождовац».
14 января 2015 Бабович официально вернулся в свой бывший клуб «Партизан», подписав трёхлетний контракт и получив футболку с номером 10. Первую игру сыграл против своего бывшего клуба «Вождовац» (ничья 3:3).

### Карьера в сборной
Провёл около 17 встреч за юношескую команду, забил 5 мячей. В молодёжной сборной был участником исторической победы над шведами. Дебютировал в сборной Сербии в неофициальном матче с командой Страны Басков, а первой игрой стала игра с Казахстаном.
Был включён в состав олимпийской сборной на игры в Пекине под номером 10, но из-за травмы так и не сыграл, в результате чего спешно был заменён Андрией Калуджеровичем. Примечательно, что номер 10 так и не был никому из игроков отдан.

## Достижения
- Чемпион Сербии (1): 2011/12